# بوریس نازاریان
بوریس آرشالویسی نازاریان (ارمنی: Բորիս Արշալույսի Նազարյան؛ ۱۲ سپتامبر ۱۹۵۸) حقوقدان و سیاستمدار اهل ارمنستان بود که از تاریخ ۱۹۹۹ تا تاریخ ۲۰۰۱ سمت دادستان کل جمهوری ارمنستان را برعهده داشت.

## زندگی‌نامه
وی در ۱۲ سپتامبر ۱۹۵۸ ‏در آرارات به دنیا آمد و از دانشکده حقوق دانشگاه دولتی ایروان فارغ‌التحصیل گشت. 